# Drip (Snik)
Drip è un singolo del rapper greco Snik, pubblicato il 10 marzo 2020 come quarto estratto dal primo album in studio Topboy.
Il brano vede la partecipazione del rapper greco Mad Clip.

## Video musicale
Il video musicale, reso disponibile il 18 marzo 2020, è stato diretto da Mosquito.

## Tracce
Testi di Snik e Mad Clip, musiche di Snik.
1. Drip (feat. Mad Clip) – 2:27

## Formazione
- Snik – voce
- Mad Clip – voce aggiuntiva
- BretBeats – produzione

## Classifiche
| Classifica (2020) | Posizione massima |
| ----------------- | ----------------- |
| Grecia            | 1                 |